# 勒东
勒东（法語：Redon，法語：[ʁədɔ̃] ⓘ），法国西北部城市，布列塔尼大区伊勒-维莱讷省的一个市镇，同时也是该省的一个副省会，下辖勒东区，其市镇面积为15.09平方公里，2022年1月1日时人口数量为9,336人，在法国城市中排名第1,127位。
勒东位于伊勒-维莱讷省西南部，维莱讷河与乌斯特河的交汇处，与大西洋卢瓦尔省和莫尔比昂省接壤，是一个区域性的中心城市，其附近区域被称为勒东-南布列塔尼地区。勒东也是法国西北部重要的交通枢纽，前往雷恩、南特和瓦讷三个方向的铁路在此交汇。

## 地名来源
“勒东”一名最初于832年以的形式被记载，其来源尚存在争议，法国语言学家阿尔贝·多扎认为该名称来源于拉丁语单词，意为“圆形”，可能与当地的河流走势有关；而另一位语言学家埃尔韦·阿巴兰则认为其名称来源于布列塔尼语单词，意为水坝，与当地河流当中的一处浅滩有关。

## 历史

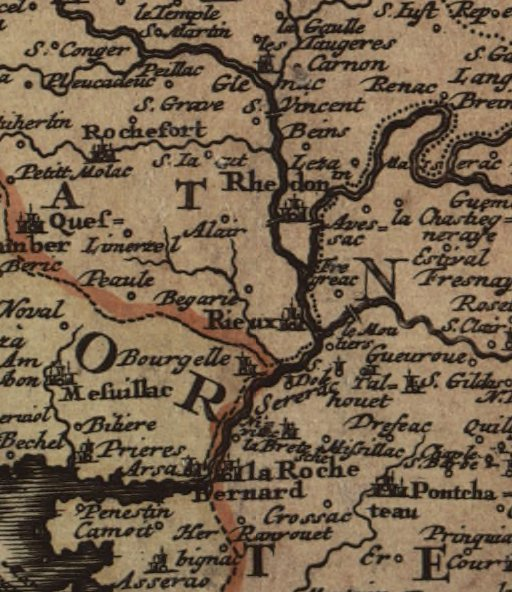
18世纪初的勒东地区地图

勒东最初的记载出现于公元832年，彼时，天主教圣人孔沃永在乌斯特河左岸主持修建了一处修道院。此后，
乌斯特河成为了布列塔尼和法兰西王国之间的一道天然分界线，公元845年，双方曾在此附近发生巴隆战役。中世纪中后期，勒东因航运的发展而逐渐成为一座重要的港口，当地出现了三处城门和13座塔楼，并成为布列塔尼的一个议会所在地。1532年，勒东随着布列塔尼一同并入法兰西王国。法国大革命后，勒东成为伊勒-维莱讷省的一个市镇和一个地区行署，1800年后成为副省会。工业革命期间，南特－布雷斯特运河由此通过。19世纪末，勒东成为重要的铁路枢纽，萨沃奈－朗代诺和雷恩－勒东两条干线铁路在此交汇，勒东成为法国各地前往布列塔尼半岛南部的必经之路。第一次世界大战末期，美军曾派兵驻扎于勒东。20世纪中后期，勒东成为重要的工商业城市，人口数量逐年增加。

## 地理

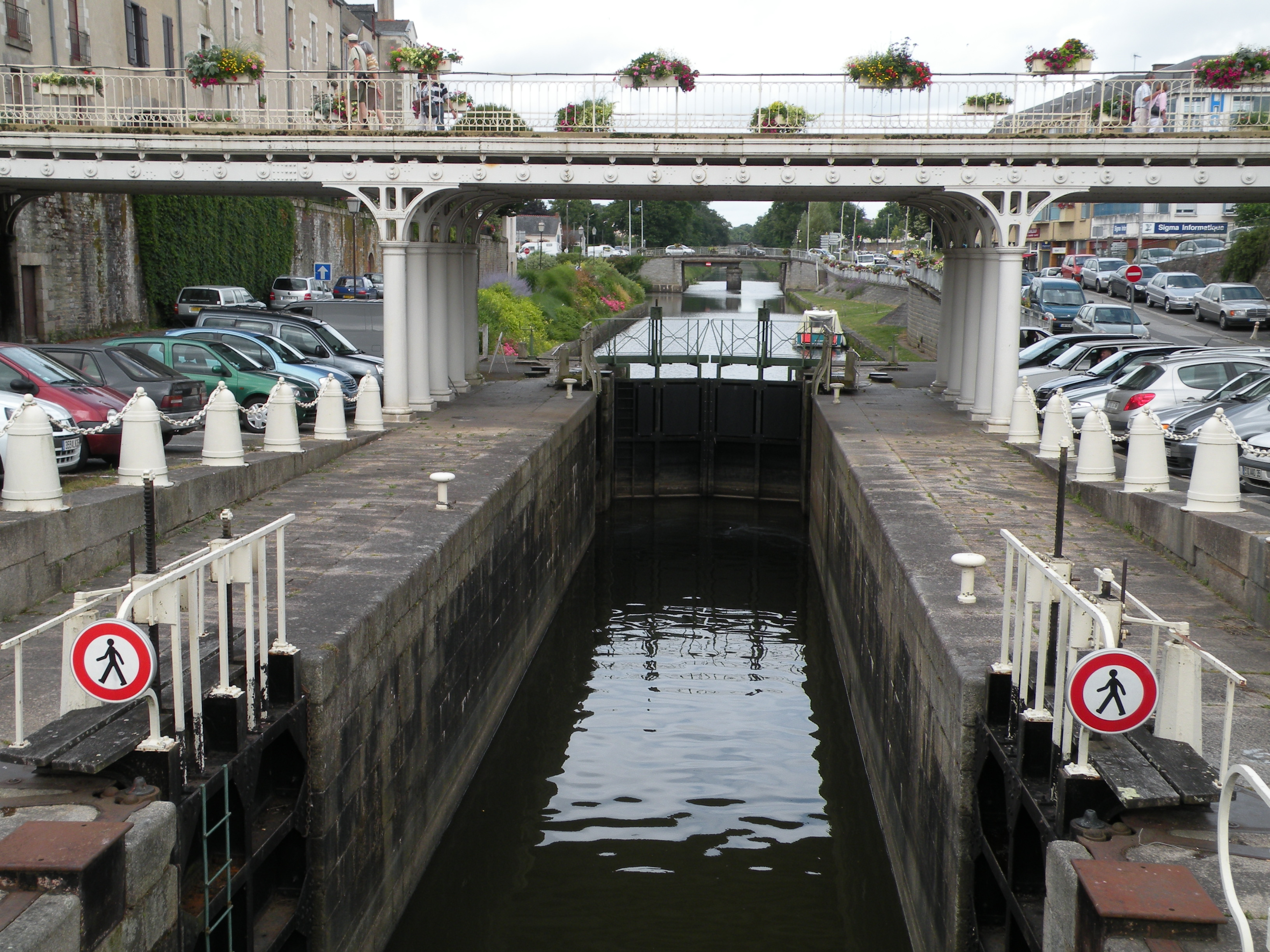
南特－布雷斯特运河上的船闸

勒东位于法国西北部，布列塔尼大区东南部和伊勒-维莱讷省西南部，距离省会雷恩大约65公里。与勒东接壤的市镇包括：圣让拉波特里、圣佩勒、乌斯特河畔班、圣玛丽、里约、圣尼古拉德勒东。

### 地形
勒东位于布列塔尼半岛东南部，地质学上属于古阿摩里卡丘陵腹地，境内平原和浅丘相间分布，市中心地势相对平坦，全境海拔在0到73米之间。

### 水文
勒东位于维莱讷河与乌斯特河的交汇处，另有人工开凿的南特－布雷斯特运河经过勒东市中心，并有一处船坞。

### 植被
勒东属于温带落叶林区，市中心的主要绿地公园包括克列蒙梭庭院（Cours Clemenceau）和贝莱尔花园（Jardin Bel Air），市区西北部巴于雷尔树林（Bois de Bahurel）是当地重要的天然林地。

### 气候
勒东在柯本气候分类法中属于温带海洋性气候。
距离勒东最近的气象站位于圣雅屈莱潘境内，以下为该气象站的数据（其中日照数据取自雷恩）：
| 圣雅屈莱潘1981年－2019年 | 圣雅屈莱潘1981年－2019年 | 圣雅屈莱潘1981年－2019年 | 圣雅屈莱潘1981年－2019年 | 圣雅屈莱潘1981年－2019年 | 圣雅屈莱潘1981年－2019年 | 圣雅屈莱潘1981年－2019年 | 圣雅屈莱潘1981年－2019年 | 圣雅屈莱潘1981年－2019年 | 圣雅屈莱潘1981年－2019年 | 圣雅屈莱潘1981年－2019年 | 圣雅屈莱潘1981年－2019年 | 圣雅屈莱潘1981年－2019年 | 圣雅屈莱潘1981年－2019年 |
| 月份                     | 1月                      | 2月                      | 3月                      | 4月                      | 5月                      | 6月                      | 7月                      | 8月                      | 9月                      | 10月                     | 11月                     | 12月                     | 全年                     |
| ------------------------ | ------------------------ | ------------------------ | ------------------------ | ------------------------ | ------------------------ | ------------------------ | ------------------------ | ------------------------ | ------------------------ | ------------------------ | ------------------------ | ------------------------ | ------------------------ |
| 历史最高温 °C（°F）      | 18.5 (65.3)              | 19.3 (66.7)              | 24.1 (75.4)              | 28.7 (83.7)              | 31.6 (88.9)              | 36 (97)                  | 36.5 (97.7)              | 38.7 (101.7)             | 33 (91)                  | 30 (86)                  | 22 (72)                  | 17.7 (63.9)              | 38.7 (101.7)             |
| 平均高温 °C（°F）        | 8.8 (47.8)               | 9.9 (49.8)               | 12.9 (55.2)              | 15.1 (59.2)              | 19 (66)                  | 22.2 (72.0)              | 24.3 (75.7)              | 24.7 (76.5)              | 21.6 (70.9)              | 17 (63)                  | 12.3 (54.1)              | 9.2 (48.6)               | 16.4 (61.5)              |
| 日均气温 °C（°F）        | 5.9 (42.6)               | 6.3 (43.3)               | 8.6 (47.5)               | 10.4 (50.7)              | 14 (57)                  | 16.8 (62.2)              | 18.7 (65.7)              | 19 (66)                  | 16.2 (61.2)              | 12.9 (55.2)              | 8.8 (47.8)               | 6.2 (43.2)               | 12 (54)                  |
| 平均低温 °C（°F）        | 3.1 (37.6)               | 2.8 (37.0)               | 4.4 (39.9)               | 5.7 (42.3)               | 9.1 (48.4)               | 11.5 (52.7)              | 13.2 (55.8)              | 13.2 (55.8)              | 10.9 (51.6)              | 8.8 (47.8)               | 5.3 (41.5)               | 3.3 (37.9)               | 7.6 (45.7)               |
| 历史最低温 °C（°F）      | −11.6 (11.1)             | −14.1 (6.6)              | −9.7 (14.5)              | −3 (27)                  | −0.5 (31.1)              | 2 (36)                   | 5.9 (42.6)               | 4.9 (40.8)               | 2.5 (36.5)               | −3.4 (25.9)              | −6.5 (20.3)              | −8.3 (17.1)              | −14.1 (6.6)              |
| 平均降水量 mm（）        | 112 (4.4)                | 79.3 (3.12)              | 64.8 (2.55)              | 70 (2.8)                 | 63.3 (2.49)              | 46.4 (1.83)              | 48.8 (1.92)              | 40.7 (1.60)              | 71.8 (2.83)              | 97 (3.8)                 | 92.6 (3.65)              | 109.8 (4.32)             | 896.5 (35.30)            |
| 月均日照時數             | 69.1                     | 87.2                     | 128.4                    | 162.7                    | 191.2                    | 217.3                    | 210.7                    | 205.5                    | 177.8                    | 117.5                    | 81.3                     | 68.6                     | 1,717.3                  |
| 来源：infoclimat.fr      |                          |                          |                          |                          |                          |                          |                          |                          |                          |                          |                          |                          |                          |

## 行政区划
勒东是法国布列塔尼大区伊勒-维莱讷省的一个市镇，编号为35236，它也是伊勒-维莱讷省的一个副省会。勒东下辖勒东区，隶属于伊勒-维莱讷省第四选区，管理勒东县，同时也是勒东城市圈公共社区的办公驻地。
勒东境内的贝勒维街区（Bellevue）实行街区自治制度。
法国国家统计与经济研究所（简称）在进行数据统计时，将勒东及相邻的另外5个市镇设为勒东城市核心区，并将包括核心区在内的周边共9个市镇划为勒东城市区。同时，还将勒东市镇分为了4个“块区”（IRIS），以便于统计人口分布情况。

## 交通

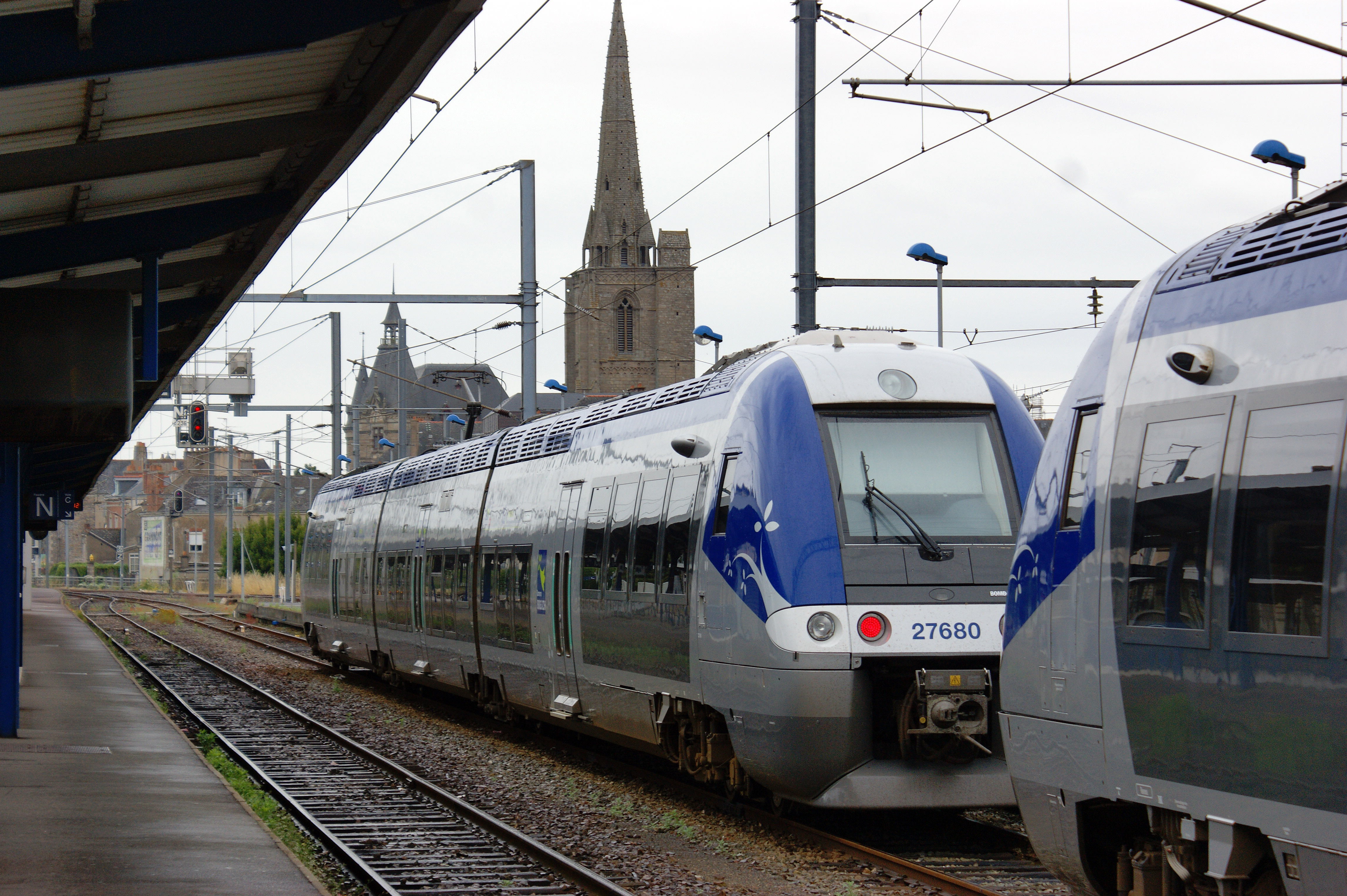
勒东火车站内的一辆区域列车

### 公路
伊勒-维莱讷省省道D65线、D177线和D873线在勒东境内交汇。布列塔尼大区下属的莫尔比昂省城际客运10号线和12号线途径勒东，可前往陆地罗什福尔、拉罗什贝尔纳、克尔讷克等地；大西洋卢瓦尔省城际客运则提供可直达圣纳泽尔的T5线城际巴士。
2017年，68.9%的勒东家庭拥有至少一辆的私人汽车。2018年，勒东境内共发生各类交通事故6起，造成3人遇难，3人受伤。

### 铁路
勒东位于萨沃奈－朗代诺铁路和雷恩－勒东铁路的交汇处，是一个重要的铁路枢纽。勒东站位于市区中部，老城区以南，该站每天停靠两班可直达巴黎的高速列车，此外每天开行数班前往雷恩、南特、洛里昂三个方向的区域列车。

### 航空
距离勒东最近的民用航空站为雷恩机场，距离勒东市中心的公路里程约60公里。

### 城市公共交通
勒东市政府提供当地的城市公共交通系统。截至2021年1月，该系统共包括3条公交线路，路网覆盖了勒东市区内的主要街道和居民区。

## 政治

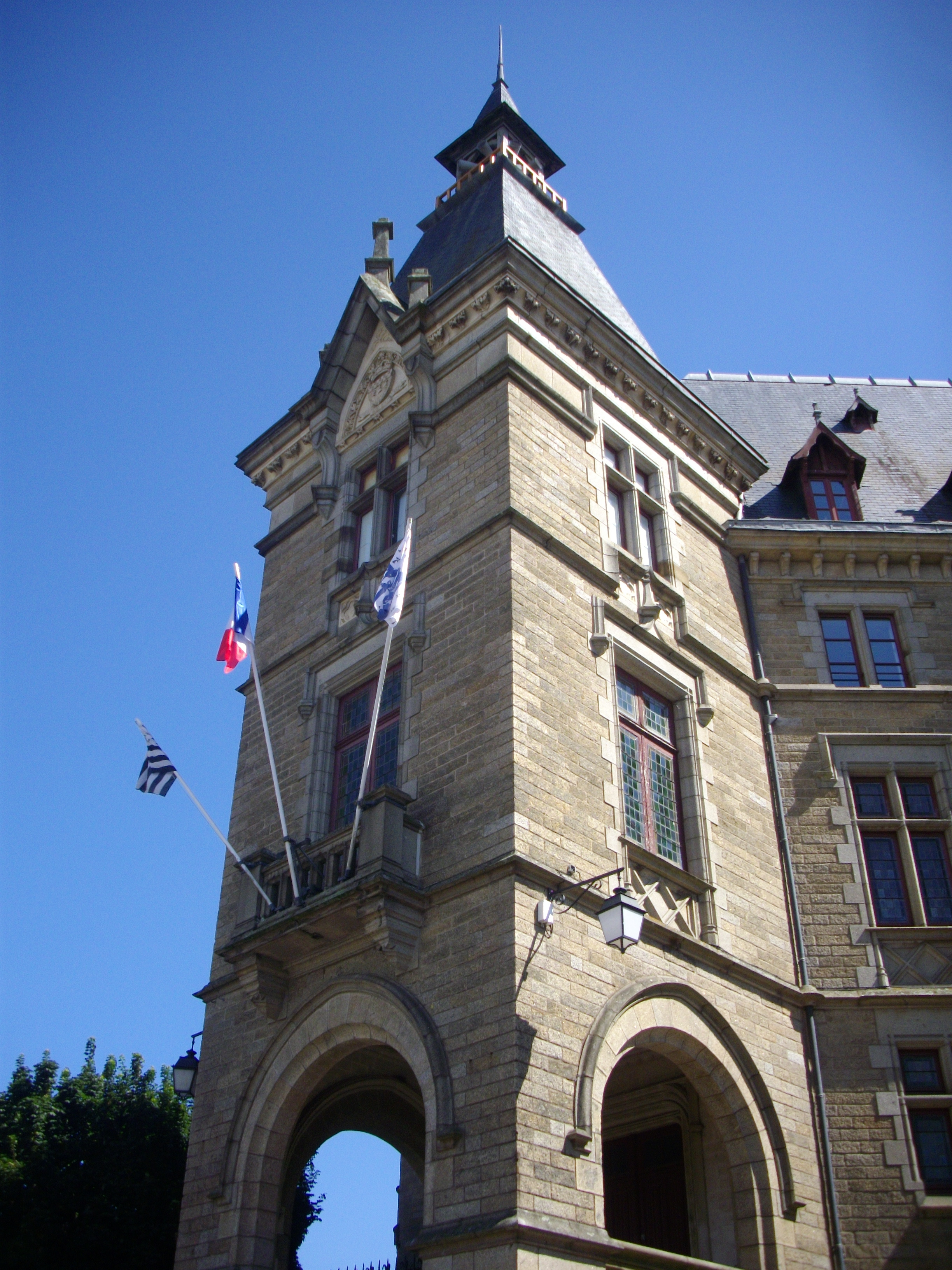
勒东市政厅

勒东的现任市长为帕斯卡尔·迪谢纳先生（Pascal Duchêne），他是民主人士和独立人士联盟的一名成员，在2020年的市政选举中获得了55.25%的支持率。
在2017年的法国总统大选中，法国第25任总统埃马纽埃尔·马克龙在勒东获得了78.8%的支持率。
| 勒东历届市长   |                      |                                            |
| 任期           | 市长                 | 党派                                       |
| 1947年－1965年 | 埃米尔·勒布里冈      | DVD右翼无党派人士                          |
| 1965年－1970年 | 约瑟夫·里科代尔      | DVD右翼无党派人士                          |
| 1970年－1971年 | 让-巴蒂斯特·勒列夫尔 | CD法国民主中心                             |
| 1971年－1983年 | 让·蒂热              | RI独立激进党                               |
| 1983年－1995年 | 皮埃尔·布尔热        | PS社会党                                   |
| 1995年－2001年 | 阿兰·马德兰          | UDF法国民主联盟 →DL民主自由                |
| 2001年－2007年 | 让-米歇尔·博莱       | DVD右翼无党派人士                          |
| 2007年－2014年 | 樊尚·布尔盖          | UDF法国民主联盟 →UDI民主人士和独立人士联盟 |
| 2014年－       | 帕斯卡尔·迪谢纳      | UDI民主人士和独立人士联盟                  |

## 人口
2017年，勒东市镇人口数量为9,014，在法国排名第1,127位。其中男性4,313人，女性4,701人，75岁及以上人口占10.5%，外籍人口数量为2,495人，人口密度为597人/平方公里，当地居民被称为（男性）或（女性）。2018年，勒东境内出生73人，死亡人口109人。
| 年份   | 1936  | 1946  | 1954  | 1962  | 1968  | 1975  | 1982  | 1990  | 1999  | 2004  | 2009  | 2014  | 2018  |
| ------ | ----- | ----- | ----- | ----- | ----- | ----- | ----- | ----- | ----- | ----- | ----- | ----- | ----- |
| 人口數 | 6,565 | 7,401 | 7,869 | 8,876 | 9,363 | 9,649 | 9,170 | 9,260 | 9,499 | 9,461 | 9,493 | 8,921 | 9,151 |

## 经济
勒东是一个区域性的中心城市，当地共有各类用人单位1,705家，平均历史为19年，其中98.69%为中小型企业（PME）。（冶金）、（建筑材料）及（汽车销售）是当地2019年营业额最高的三个企业，分别为47,116,930欧元、38,658,186欧元和14,423,159欧元。

## 财政收入
2019年，勒东的财政收入总额为13,209,500欧元，财政支出总额为11,909,900欧元，当年的债务总额为10,511,800欧元。
2015年，勒东的人均月收入总额为2,242欧元，其中高级职员为4,097欧元，中级职员为2,392欧元，普通职员为1,817欧元。
2017年，勒东境内的青壮年（15至64岁）失业率为16.1%，当地47.2%的家庭拥有纳税资格。

## 社会事务

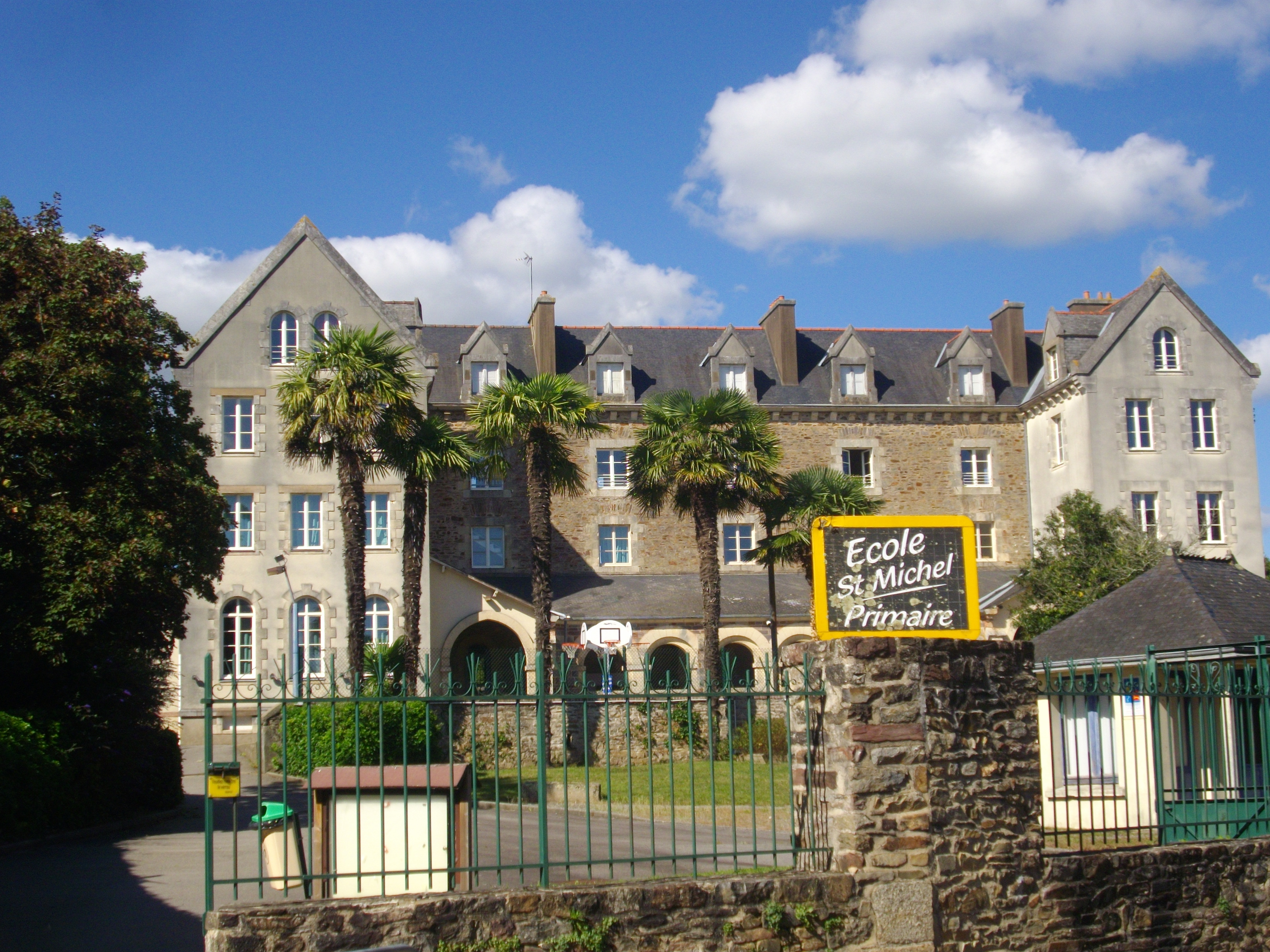
勒东境内的圣米歇尔学校

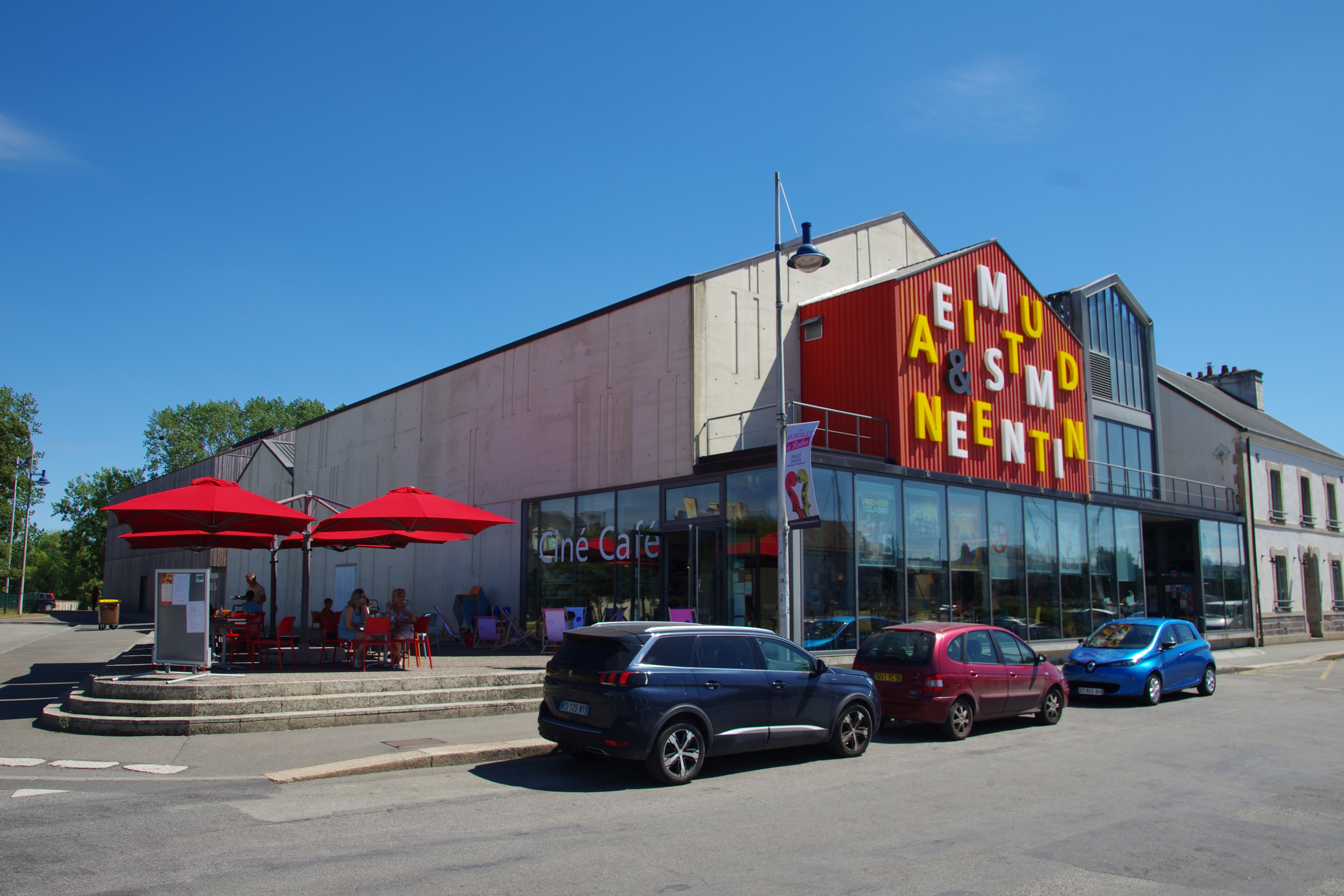
勒东境内的一处电影院

### 教育
勒东属于雷恩学区。截止2019年1月1日，勒东境内共有1所幼儿园、5所小学、3所初级中学、3所普通高中、1所农业高中和2所职业高中。2018至2019学年度，勒东境内共有在校中等教育阶段学生4,185名。

### 医疗
截止2019年1月1日，勒东境内共有全科医生15名、保健师12名、牙医13名、护士8名、耳科医生3名、眼科医生10名、皮肤科医生0名、助产士6名、儿科医生1名和妇科医生0名。境内共有药房5家、养老院2家、残疾人帮扶中心7家。
勒东中心医院，全名为“勒东-卡朗图瓦市际中心医院”（Centre Hospitalier Intercommunal Redon-Carentoir），是法国的一个区域性医疗机构，其主病区位于勒东市区，设有床位216个，是当地规模最大的公立综合性医院。

### 住房
2017年，勒东境内共有各类住房5,155套，其中55.2%为独立式居民区，44.4%为集中式居民区。常住房屋占勒东市镇范围内居民建筑总量的85.4%。

### 商业
2019年，勒东境内共有各类实体商铺344家，其中餐厅44家、大型超市6家、杂货店2家、面包房8家、肉铺7家、书店9家、装饰品店2家、银行门店9家、美容美发店16家、汽车维修店18家。市区东北部建有大型开放式商业街区。

### 体育
2019年，勒东境内共有1家游泳池、7间体育馆、2座综合体育场、4处网球场以及3处足球或橄榄球场。
截至2021年1月，勒东境内共有两家注册足球俱乐部
- 大西洋维莱讷足球俱乐部（F.C. Atlantique Vilaine），2020至2021赛季参加布列塔尼大区足球联赛（法语：Ligue de Bretagne de football）[43]。
- 勒东友谊俱乐部（A.M.C. Redon），2020至2021赛季参加伊勒-维莱讷省足球联赛[44]。

### 环境
勒东的环境事务由其所属的公共社区负责。2019年，勒东境内共有2家污染企业。

### 治安
2019年，勒东市镇范围内共有1处派出所和1处宪兵队。
2014年，勒东及附近地区共发生各类案件2,832起，其中盗窃类案件1,714起，经济类案件377起，毒品交易类案件136起。

## 文化
2019年，勒东境内共有1家剧场、1家电影院和1家音乐厅。勒东市政府提供多媒体中心，向公众全年开放。

### 建筑
勒东境内有多处法国国家文物保护单位，其中勒东圣索沃尔修道院、城墙庄园宅邸等为当地的代表性建筑物。

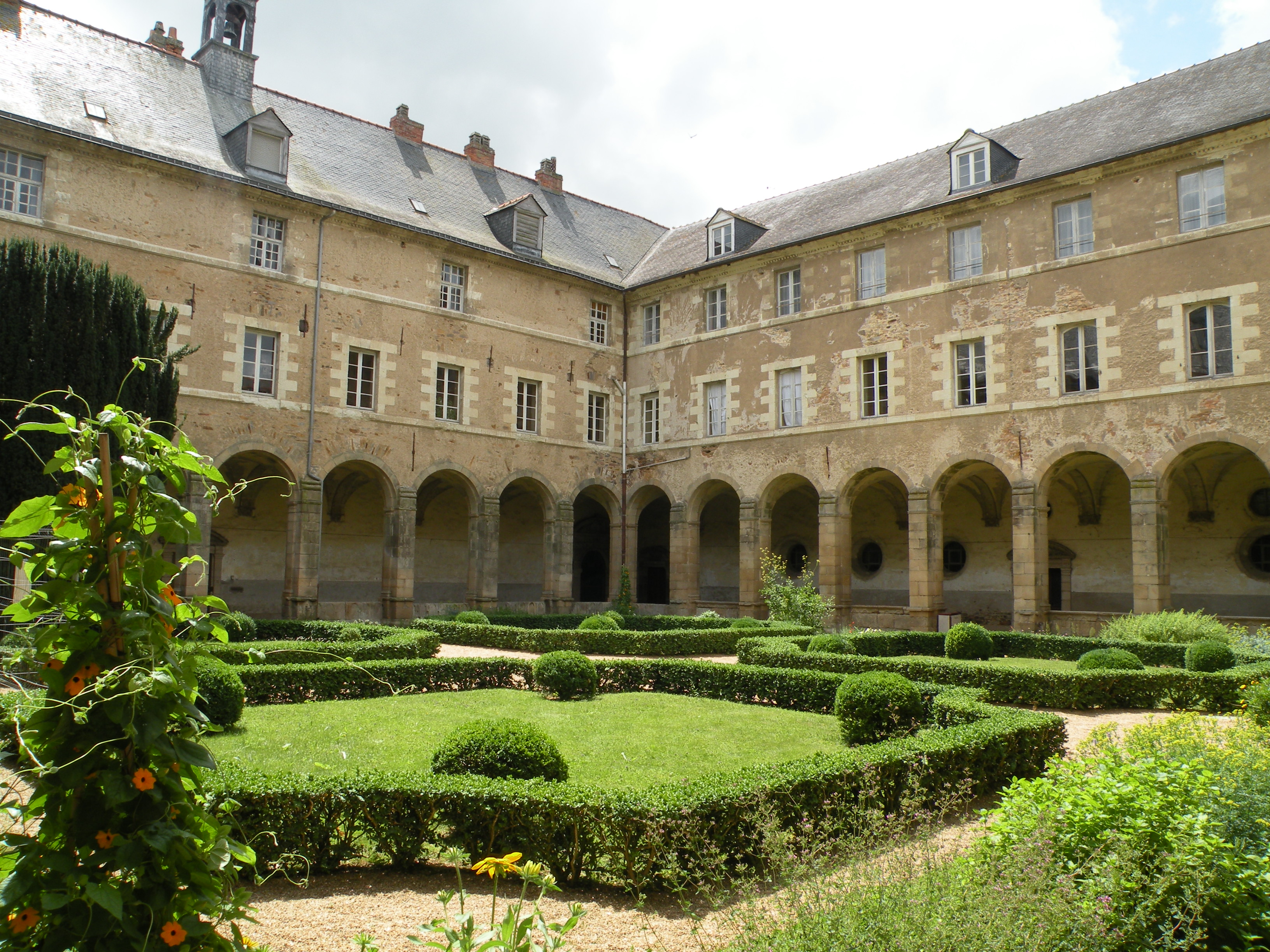
圣索沃尔修道院（法语：Abbaye Saint-Sauveur de Redon）
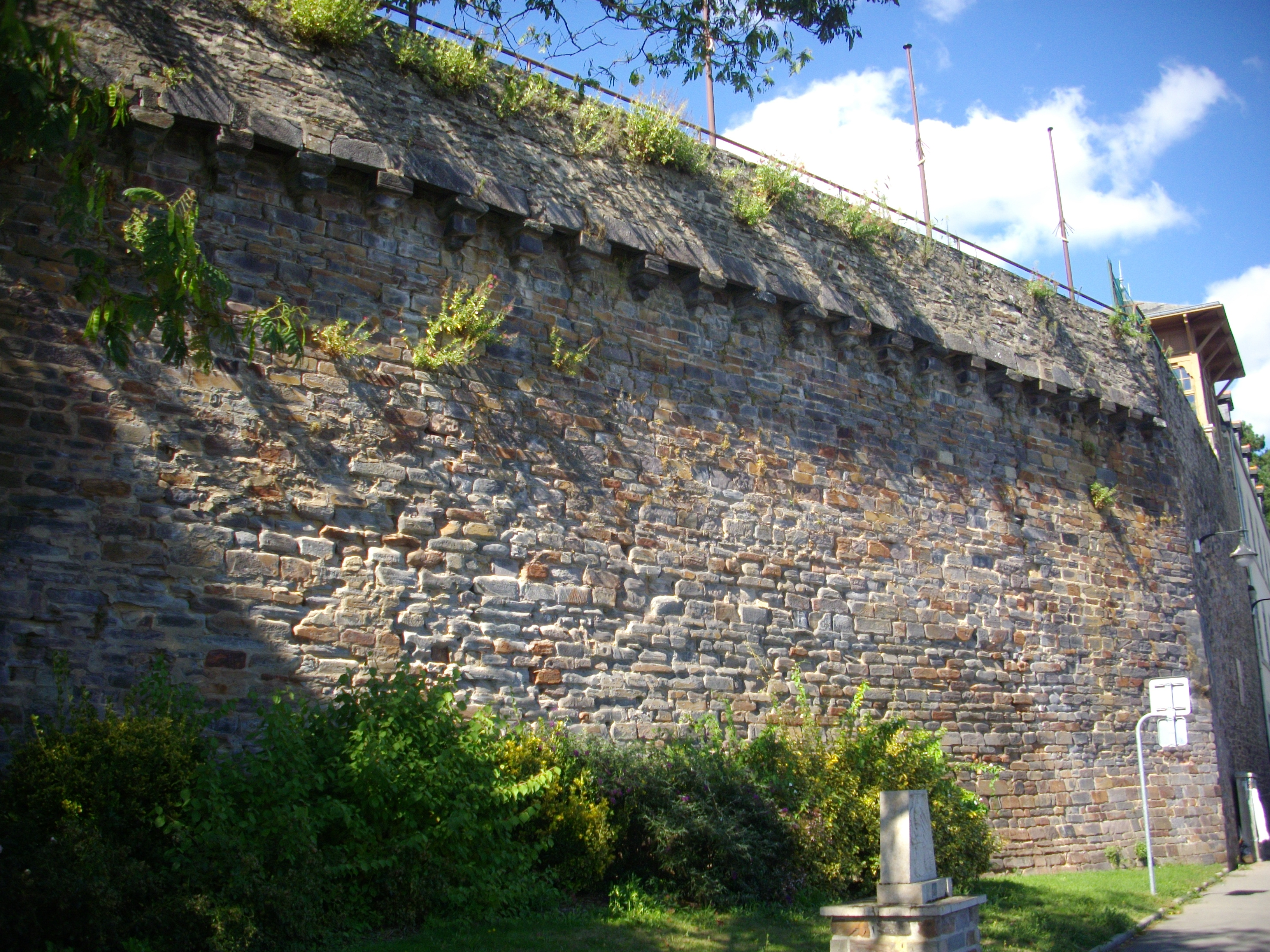
勒东城墙遗址
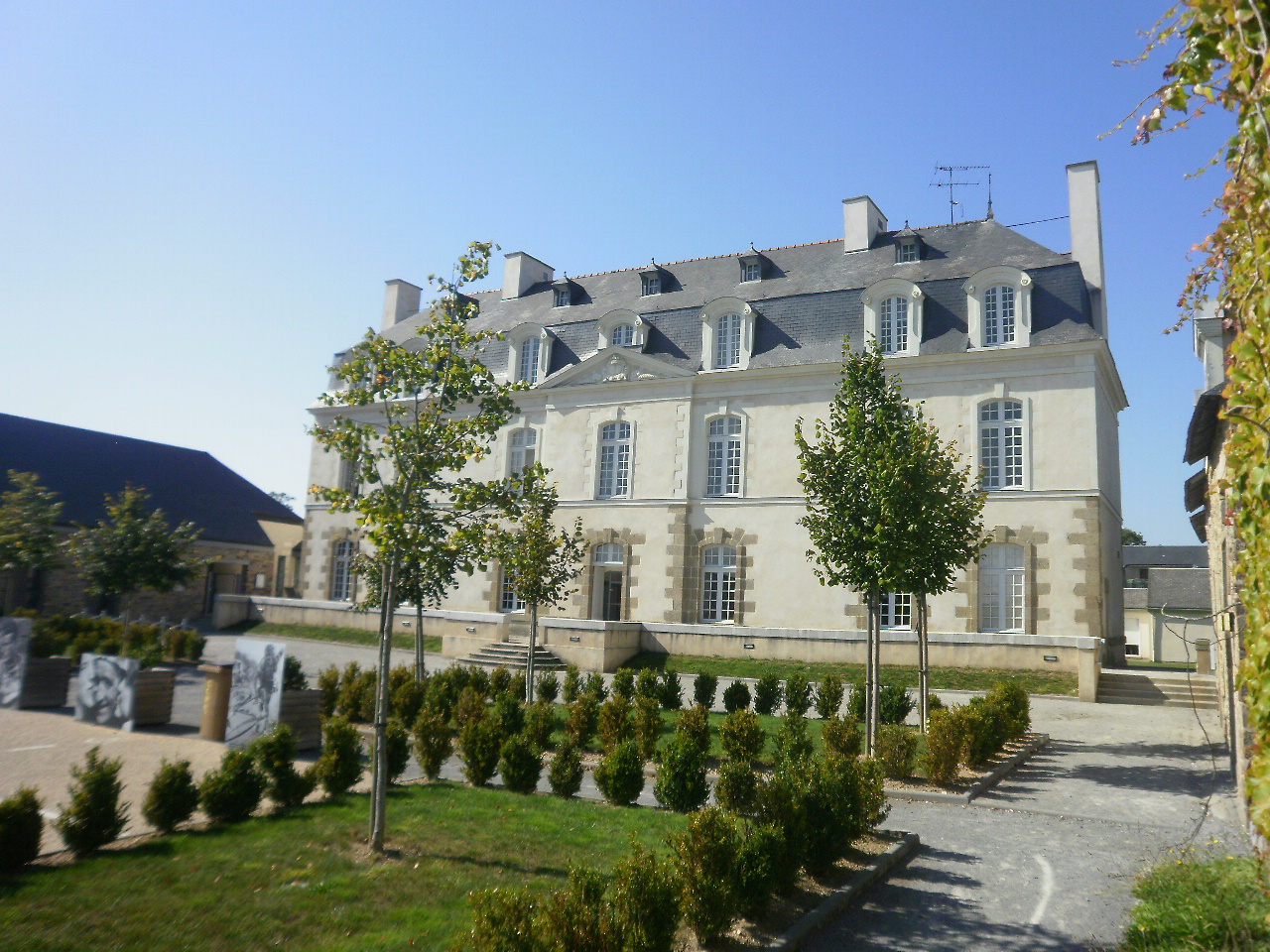
昂热公园城堡
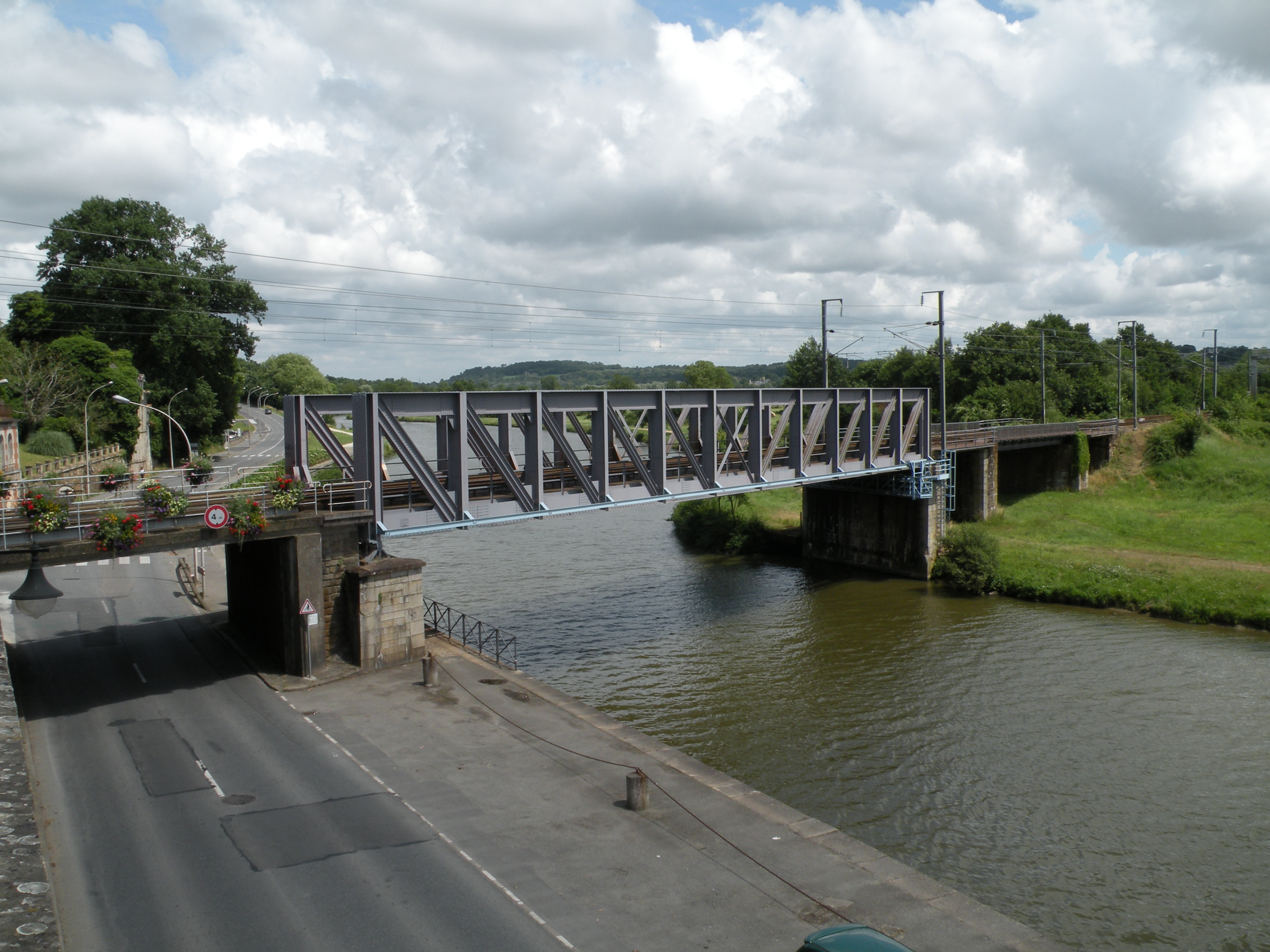
铁路桥
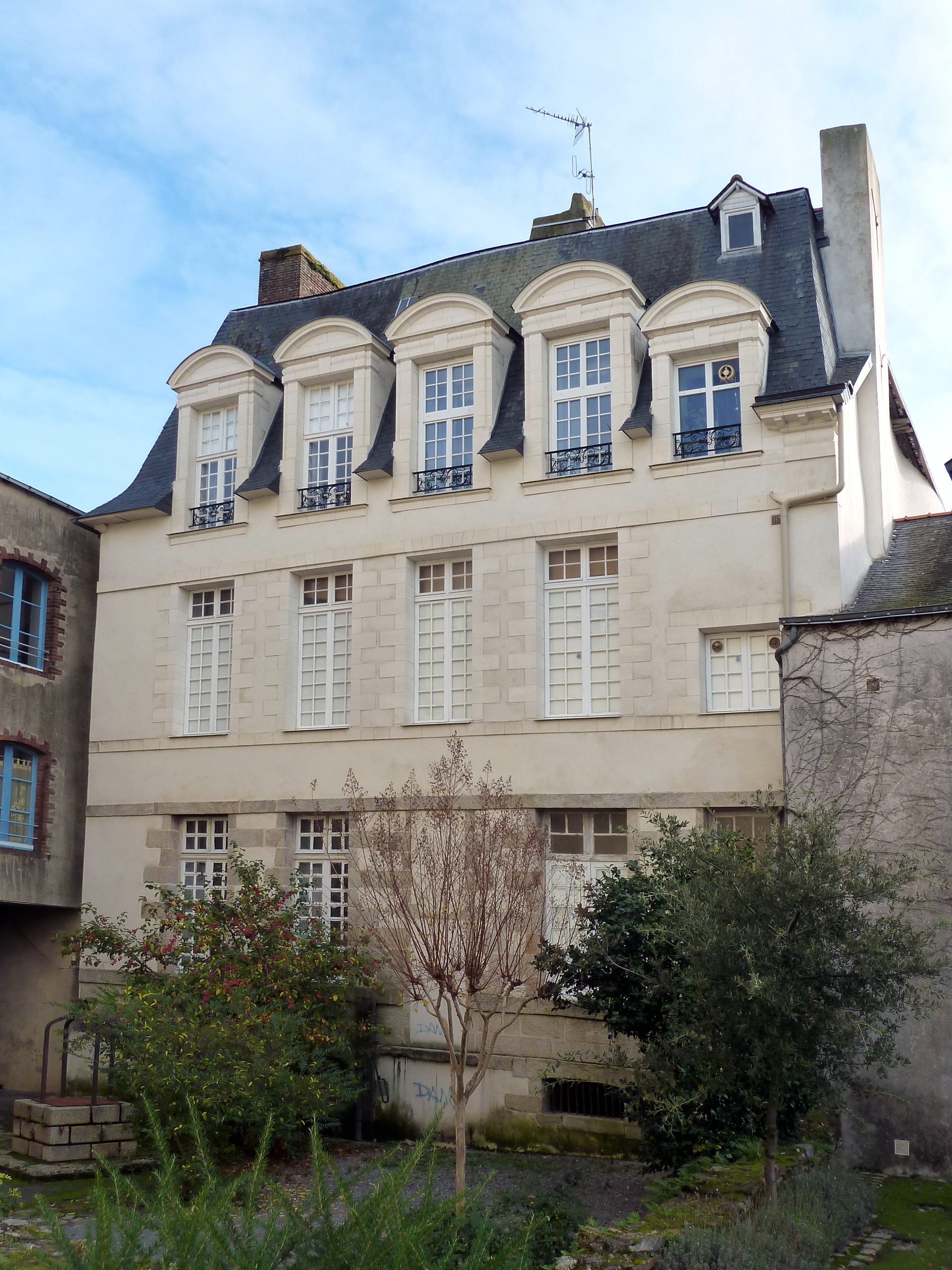
民居

### 旅游
勒东的旅游事务由其所属的公共社区负责。2020年，勒东境内共有6家宾馆共计114间房间；另有1个露营地，可容纳共49辆露营车。

### 媒体
法国主要的媒体均可在勒东接收，法国电视三台下属的布列塔尼大区频道在部分时段播出勒东所属区域的地方新闻。

## 相关人物
法国文学家阿蒂尔·贝尔内德和足球运动员斯泰凡·佩德龙出生于勒东。布列塔尼公爵阿兰四世葬于勒东圣索沃尔修道院。

## 友好城市
截至2021年1月，勒东共与两座城市互为友好城市关系：
- 德国 戈赫
- 英格兰 安德沃

此外，勒东市政府与罗马尼亚的庫爾蒂什瓦拉鄉有文化交流合作。